# Auckland Blues 1996
Nel 1996 la neonata formazione degli Auckland Blues affrontò la prima stagione del neoistituito campionato interconfederale Super 12.
A titolo statistico, la squadra disputò il primo incontro in assoluto della storia del torneo, a Palmerston North contro i Wellington Hurricanes, una vittoria esterna per 36-28.
Al termine della stagione regolare gli Auckland Blues si classificarono secondi e si qualificarono per le semifinali, in cui sconfissero i sudafricani del Northern Transvaal; nella successiva finale, disputatasi sul proprio campo ad Auckland, i Blues batterono 45-21 un'altra sudafricana, il Natal Sharks, e si aggiudicarono la prima edizione del Super 12.

## Super 12 1996

### Stagione regolare
| Data      | Incontro                               | Risultato |
| --------- | -------------------------------------- | --------- |
| 1-3-1996  | Wellington Hurricanes — Auckland Blues | 28-36     |
| 10-3-1996 | Canterbury Crusaders — Auckland Blues  | 18-49     |
| 15-3-1996 | ACT Brumbies — Auckland Blues          | 40-34     |
| 27-3-1996 | Auckland Blues — Western Province      | 48-30     |
| 2-4-1996  | Auckland Blues — Otago Highlanders     | 51-29     |
| 7-4-1996  | Auckland Blues — Northern Transvaal    | 30-26     |
| 20-4-1996 | Auckland Blues — Waikato Chiefs        | 39-31     |
| 26-4-1996 | Queensland Reds — Auckland Blues       | 51-13     |
| 1-5-1996  | Auckland Blues — NSW Waratahs          | 56-44     |
| 7-5-1996  | Transvaal — Auckland Blues             | 34-22     |
| 11-5-1996 | Natal Sharks — Auckland Blues          | 23-30     |

#### Risultati della stagione regolare
| Posizione | G  | V | N | P | PF  | PS  | DP  | B | Pt |
| --------- | -- | - | - | - | --- | --- | --- | - | -- |
| 2ª        | 11 | 8 | 0 | 3 | 408 | 354 | +54 | 9 | 41 |

### Play-off
| Turno | Data      | Incontro                            | Risultato |
| ----- | --------- | ----------------------------------- | --------- |
| SF    | 19-5-1996 | Auckland Blues — Northern Transvaal | 48-11     |
| F     | 25-5-1996 | Auckland Blues — Natal Sharks       | 45-21     |